# Conjunt d'arcades adovellades de Vilaplana
El conjunt d'arcades adovellades de Vilaplana és una obra de Vilaplana (Baix Camp) protegida com a bé cultural d'interès local.

## Descripció
Es tracta d'una sèrie de portades d'entrada a habitatges unifamiliars entre mitgeres. Majoritàriament són de pedra calcària, però també n'hi ha de pedra rogenca.
La datació d'aquests arcs va des del segle xvi -les dates més antigues són de 1588 i 1596- fins al segle xix i són de tipologia diversa. Els arcs més antics presenten la forma d'arc de mig punt propi del gòtic català amb dovelles llargues que es van tancant en forma de tascó. Pel que fa als arcs de datació més moderna n'hi ha diferents tipus. Trobem molt sovint arcs rebaixats que usen dovelles de més allargades.
Són les portades de la plaça de la Vila 1, el carrer Major 1-8-11-17-20-37, el carrer de Sant Sebastià, 2-7-8-21, el carrer de Jacint Verdaguer 1-2 i el carrer d'Àngel Guimerà 9-11-12.
Cal Batjau és una antiga casa de planta rectangular, recentment refeta i renovada, respectant les línies antigues i l'arc de la porta, de grans dovelles. La façana ha estat arrebossada i pintada, la part inferior - com a sòcol- de color marronós, i la resta de color groc clar. La porta presenta senyals del lloc del pany i de les frontisses, així com, a la façana, de l'argolla de ferro per a lligar l'animal. Sobre la porta, un balcó modern, petit i sense interès on priva la funció davant de l'estètica. A la casa es conserven arcades romàniques i gòtiques, que, tot i la tradició popular que diu el contrari, no tenen res a veure amb l'antiga església de Vilaplana. La casa del costat conserva, en canvi, el parament antic. La porta moderna de la casa de Batjau està retirada uns decímetres cap a l'interior, per tal de deixar la porta original ben a la vista.
Una de les cases més velles del poble. En l'arc de la porta antiga hi ha la data 1596 amb els números repartits en les tres pedres de la clau.